# Viola sagittata
Viola sagittata är en violväxtart som beskrevs av William Aiton. Viola sagittata ingår i släktet violer, och familjen violväxter. Utöver nominatformen finns också underarten V. s. ovata.

## Bildgalleri

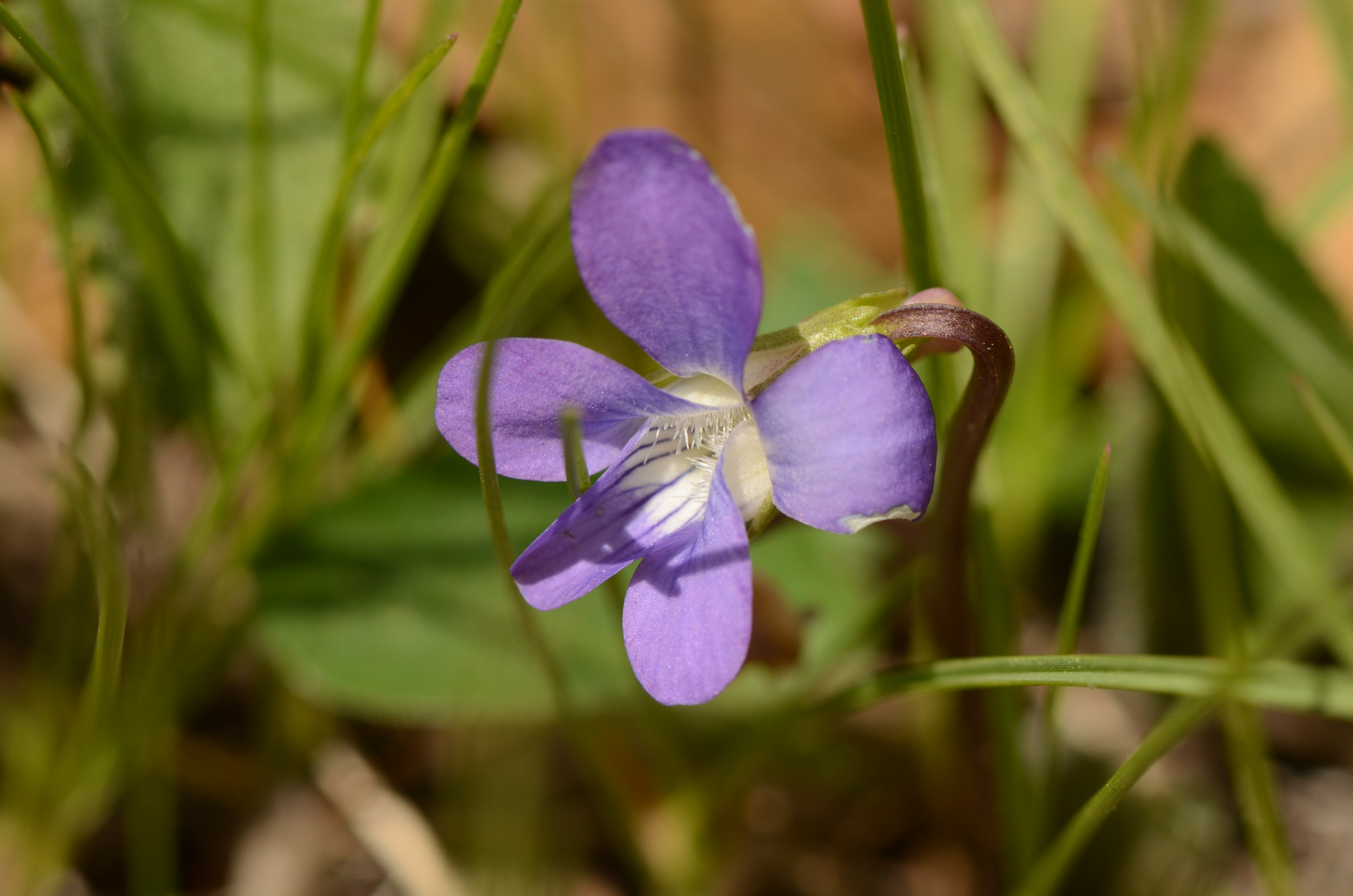
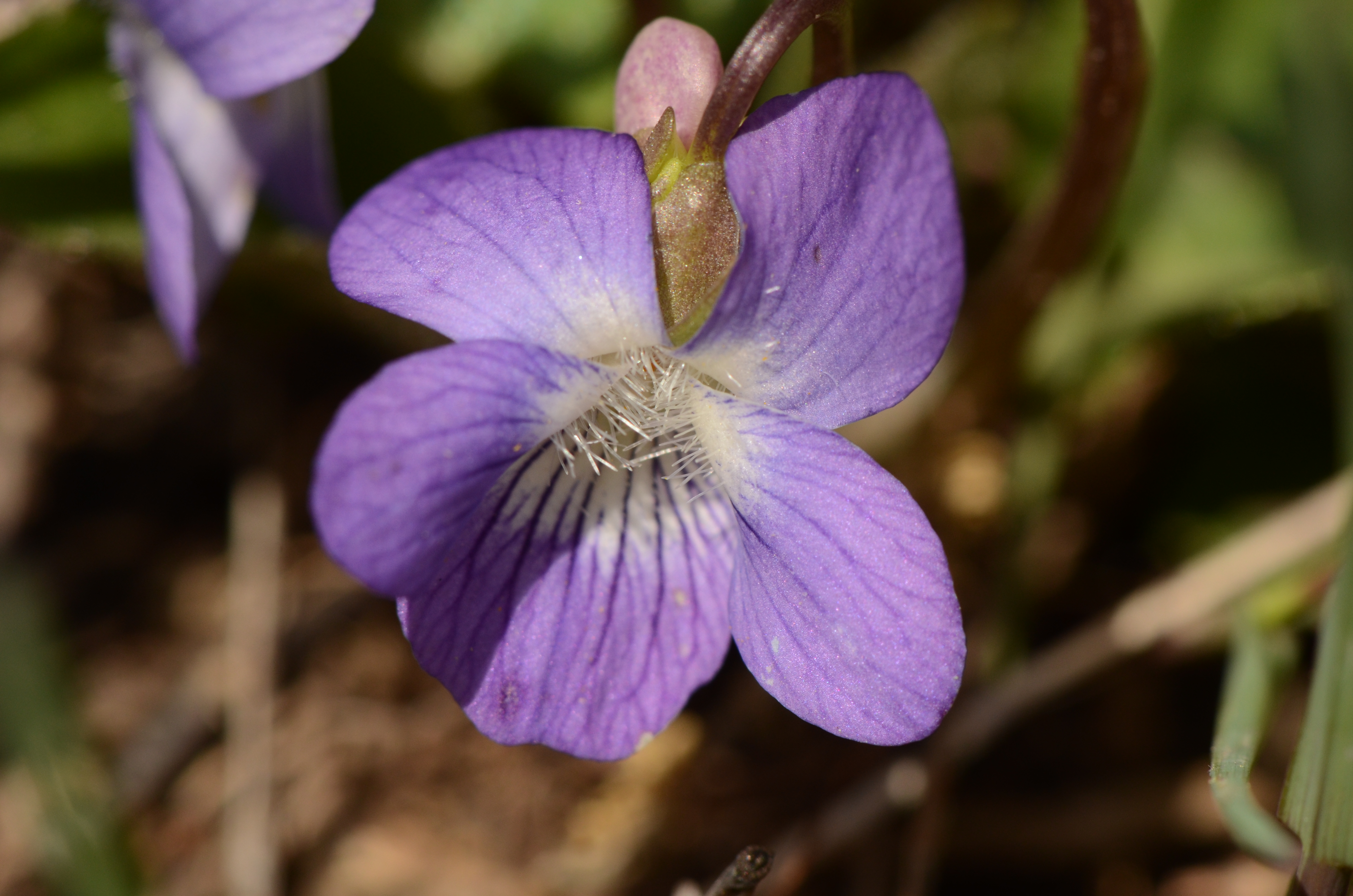
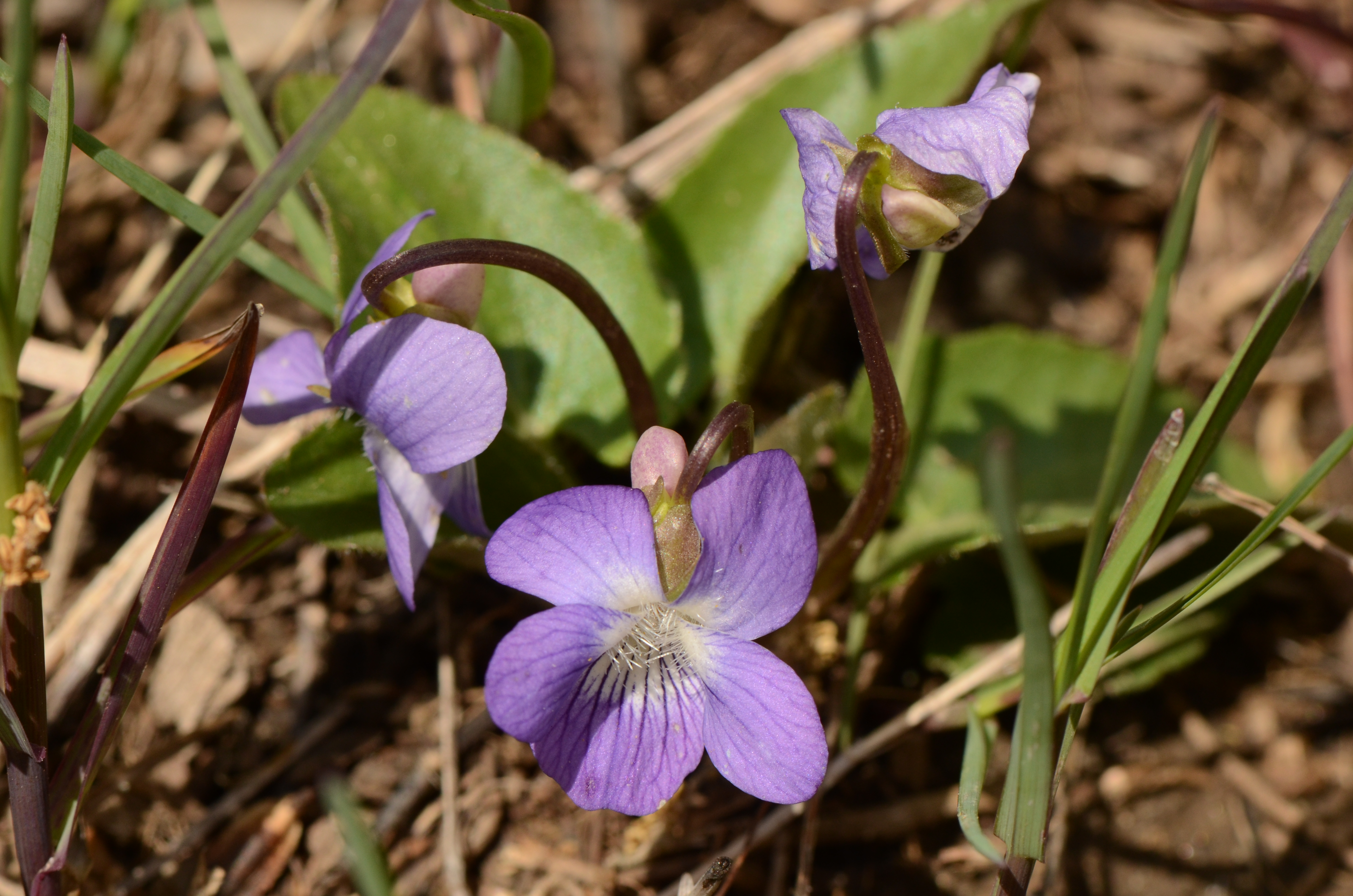